# Worth School
Worth School est un internat indépendant anglais catholique situé en Worth dans le West Sussex, en Angleterre. L'école est proche du village d'Turners Hill, et a été fondée en 1617 à Douai, France,.
C'est une école de garçons jusqu'en 2008, quand les filles où aussi acceptées.
Worth prépare les élèves pour le Baccalauréat international ou A-levels.
Dominique de La Rochefoucauld-Montbel, grand hospitalier de l'Ordre souverain de Malte, philanthrope et diplomate est un ancien élève.